# Кошкуль (аул, Новосибірська область)
Кошкуль (рос. Кошкуль) — аул у Чановському районі Новосибірської області Російської Федерації.
Входить до складу муніципального утворення Новопреображенська сільрада. Населення становить 469 осіб (2010).

## Історія
Згідно із законом від 2 червня 2004 року органом місцевого самоврядування є Новопреображенська сільрада.

## Населення
| 2002 | 2007 | 2010 |
| ---- | ---- | ---- |
| 505  | ↗512 | ↘469 |